# Claude de L'Aubespine de Verderonne
Claude de L'Aubespine (? - ?), seigneur de Verderonne, baron de Norat, est un président en la Chambre des comptes de Paris (1597), secrétaire des Ordres du Roy.

## Biographie
Claude de L'Aubespine, fils de Gilles de L'Aubespine, seigneur de Verderonne (?-1564) et de Marie Gobelin, fut greffier de l'Ordre de Saint-Michel et fut le premier greffier de l'Ordre du Saint-Esprit, de 1578 à 1608, date à laquelle il abandonna cette charge et fut remplacé par Antoine Potier de Sceaux.
Claude de L'Aubespine était cousin de Villeroy et épousa Marie de Malon (1570 - 1587) le 18 août 1584 avec laquelle il n'eut aucun enfant et se remaria le 16 novembre 1602 avec Louise Pot (?-1638) avec laquelle il eut deux fils et deux filles.